# Ton Vorstenbosch

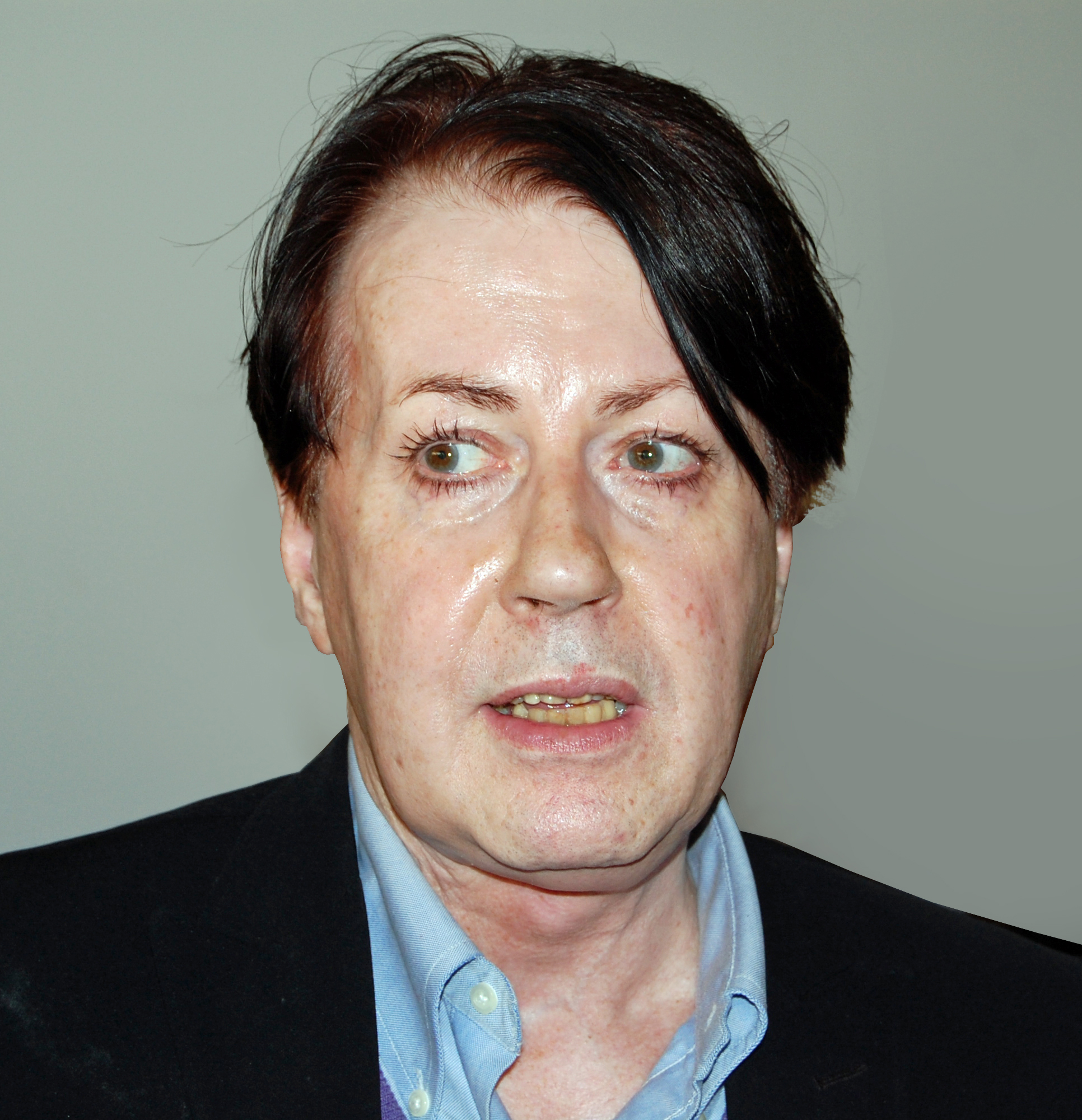
Portretfoto uit 2011 door Jan Zandbergen

Ton Vorstenbosch (Den Haag, 10 mei 1947 – Amsterdam, 14 februari 2017) was een Nederlands toneelschrijver en scenarist. 
Het werk van Vorstenbosch valt uiteen in serieuze - veelal historische - drama's die hij alleen schreef, en satirische stukken waarin hij de Hollandse tijdgeest op de hak neemt, steeds samen met Guus Vleugel. 

## Loopbaan
Hij volgde een opleiding aan de regie-afdeling van de Amsterdamse Toneelschool en debuteerde nog tijdens zijn opleiding als schrijver met het toneelstuk De Stok (1974). Vanaf 1976 schreef hij enkele stukken voor Toneelgroep Centrum. In 1978 begon hij een samenwerking met Guus Vleugel (1932-1998), de tekstschrijver van cabaretgroep Lurelei, die tevens zijn levenspartner werd. Na diens overlijden hertrouwde Ton met Gerard Maarten van Heusden en woonden vlak bij het Concertgebouw in Amsterdam Oud-Zuid. Hun beider as werd verstrooid op de Nieuwe Ooster zodat zij uiteindelijk “weer samen waren” en aan het museum (Tot Zover) op deze begraafplaats is het Guus-monumentje dat Ton voor Guus liet maken door Guusje Beverdam, overgedragen. De archieven zijn door Frank Jochemsen geschoond en door Gerard Maarten aan de UVA overgedragen. 
Met Vleugel was hij succesvol met De miraculeuze come-back van Mea L. Loman (1982), een treurigmakende schets van Hollandse spruitjesgeest in een amateurgezelschap. Het stuk ging voor het eerst in première bij Toneelgroep Globe onder regie van Gerardjan Rijnders, werd in 1995 heropgevoerd bij Toneelgroep Amsterdam onder regie van Titus Muizelaar en is bovendien veelgevraagd in het amateurtheatercircuit. 
In 1996 schreef het duo Srebrenica! over de roemloze aftocht van Dutchbat na de Val van Srebrenica. Het stuk zorgde voor nationale opschudding en haalde de internationale pers. Hun laatste stuk was Angst en ellende in het rijk van Kok (première in 1999).
Als solo-auteur ontwikkelde hij zich tot schrijver van kritische stukken over het Oranjehuis. Wilhelmina: Je Maintiendrai kreeg in 1998 de Toneel-publieksprijs. Het stuk werd voor televisie bewerkt in vier delen (2001). Voor de actrice Nel Kars schreef hij enkele solo-stukken, waaronder "Koningin Sophie" (1988), "De Russische Oranje - Het Leven van Anna Paulowna" (1993), "Prinses Marianna - De Romantische Oranje" (1999), Koningin Emma - Redster van Oranje (2005) en "Buigen Voor Oranje" (2012). 
Vorstenbosch werkte van 2004 tot 2012 samen met Kiek Houthuijsen. Ze schreven in opdracht van Theatergroep Koper: 'Keizer zonder Rijk' en 'Zitten is een werkwoord' en verder: 'Mata on my Mind', 'Pardon Majesteit', 'Freaks','Straatleven'(liedjes Arie Cupé), 'Hollandse Spoor' i.s.m. Gerard Jan Rijnders en Nazmiye Oral, Ik ben Nietzsche' en 'Ik hield van Hitler'(1e en 2e deel van de Trilogie van de Waan). Het derde deel: 'Alles voor de Führer' werd door Houthuijsen alleen geschreven. Zowel Vorstenbosch als Houthuijsen namen, naast diverse acteurs en actrices, deel aan de readings van De Trilogie, die De Toneelfabriek door het hele land organiseerde. 
Vorstenbosch schreef verder filmscenario's gebaseerd op eigen werk, enkele radio-hoorspelen en jeugdtoneel. In 1980 baarde de film De Mannetjesmaker (regie Hans Hylkema) over het 'maken' van een lijsttrekker, enig opzien.
Vorstenbosch overleed in 2017 op 69-jarige leeftijd.

## Prijzen
- Publieksprijs (1999), voor Wilhelmina: Je Maintiendrai

## Theater
- De stok, 1974 (toneel, Haagse Comedie)
- De andere wereld, 1975 (toneel, Haagse Comedie)
- Van de koele meren des doods, 1976 (toneel, Toneelgroep Centrum)
- Scheiden, 1977 (toneel, Toneelgroep Centrum)
- Een nagelaten bekentenis, 1978 (toneel, Toneelgroep Centrum)
- Mata Hari, 1978 (toneel, Toneelgroep Centrum)
- Vitaliteit, 1984 (toneel, Toneelgroep Centrum)
- Brisant, 1986 (toneel, Toneelgroep Centrum)
- Lang ben ik vroeg gaan slapen, 1986 (toneel, Toneelgroep Centrum)
- Hendrik en Wilhelmina, 1993 (toneel)
- Srebrenica!, 1996 (toneel, Toneelgroep Amsterdam)
- Stille Kracht, 1997 (toneel, vrije productie)
- Wilhelmina: Je Maintiendrai, 1998 (toneel, vrije productie)
- Koningin Sophie, 1988 (toneel, Nel Kars)
- De Russische Oranje: Het Leven van Anna Paulowna, 1993 (toneel, Nel Kars)
- Prinses Marianna: De romantische Oranje, 1999 (toneel, Nel Kars)
- Niet eens in de gaten dat het de mooiste tijd was..., 2002 (toneel, Theaterproducties 't Bos)
- Annie M.G. Schmidt, de dochter van de dominee, 2003 (toneel, vrije productie)
- De Barones, 2005 (toneel, met Kiek Houthuijsen)
- Koningin Emma - Redster van Oranje, 2005 (toneel, Nel Kars)
- Buigen voor Oranje, 2012 (toneel, Nel Kars)

### Met Guus Vleugel
- De miraculeuze come-back van Mea L. Loman, 1982 (toneel, Toneelgroep Centrum)
- Schandaal in Holland, 1983 (toneel, Toneelgroep Centrum)
- Sterkedrank in Oud-Zuid, 1983 (toneel, Toneelgroep Centrum)
- In de dromocratie, 1983 (toneel, Toneelgroep Centrum, later als Naar Venetië)
- Srebrenica!, 1996 (toneel, Toneelgroep Amsterdam)
- Angst en ellende in het rijk van Kok, 1999 (toneel, Toneelgroep Amsterdam)

## Televisie
- Wilhelmina, 2001 (met Olga Madsen en Anne van der Linden)